# شيبان بن أحمد بن طولون
أبو المناقب شيبان بن أحمد بن طولون خامس وآخر حكام الدولة الطولونية، دخل في عهده محمد بن سليمان الكاتب القطائع، وبذلك عادت مصر للدولة العباسية

## توليه الحكم
تولى شيبان الحكم بعد مقتل ابن أخيه هارون بن خمارويه في صفر 292 هـ، ولم يدم في الحكم طويلا حيث تم إسقاط الدولة الطولونية في ربيع الأول 292 هـ